# Урсов, Кирилл Владимирович
Кирилл Владимирович Урсов (род. 13 февраля 1995 года, Салехард) — российский волейболист, доигровщик клуба «Динамо-Урал» (с 2024), сборной России (с 2019). Мастер спорта.
Свою профессиональную деятельность в спорте начал в «Тюмени», где провёл один сезон в 2015/16. Затем перешёл в команду «Газпром-Югра» из Сургута, где выступал с 2016 по 2019 год. После этого четыре сезона провёл в «Зените». В сезоне 2023/2024 в клубе «Енисей», с 2024 года в клубе «Динамо-Урал».
С 2013 года начал выступать за молодёжную сборную России, с которой стал чемпионом Европы и мира. В 2019 году дебютировал за основную национальную команду на одном из этапов Лиги наций.
- Бронзовый призер Универсиады (2019);
- Чемпион мира среди молодежных команд (2015);
- Чемпион Европы среди молодежных команд (2013, 2014);
- Серебряный призёр Кубка ЕКВ (2021);
- Серебряный призёр чемпионата России (2021);
- Серебряный призёр Кубка России (2019, 2020);
- Победитель Лиги наций (2019).